# Saccolongo
Saccolongo är en ort och kommun i provinsen Padova i regionen Veneto i Italien. Kommunen hade 4 878 invånare (2018).